# Framont (Belgique)
Pour les articles homonymes, voir Framont (homonymie).
Framont (en wallon Li Fråmont) est une section et un village de la commune belge de Paliseul située en Wallonie dans la province de Luxembourg.
C'était une commune à part entière avant la fusion des communes de 1977.

## Évolution démographique
- Source: DGS, 1831 à 1970=recensements population, 1976= habitants au 31 décembre

## Histoire
La commune fut créée le 8 août 1862 par séparation d'Anloy.
Au cours de la Seconde Guerre mondiale, le 10 mai 1940 les Allemands envahissent la Belgique. Ainsi, dans les premières heures du 12 mai 1940, Framont est prise par les Allemands de la Schützen-Brigade 2, unité de la 2e Panzerdivision, du XIX. Armee-Korps (mot.) qui a pour objectif de traverser la Meuse au niveau de Sedan.